# Karl-Heinz Kamp (Fußballspieler)
Karl-Heinz „Kalli“ Kamp (* 26. September 1946 in Bingen am Rhein) ist ein ehemaliger Fußballspieler und -trainer.

## Sportlicher Werdegang
Kamp begann seine Fußballlaufbahn bei Hassia Kempten, wo er zum Juniorennationalspieler avancierte. Mit der deutschen Jugendauswahl nahm er am UEFA-Juniorenturnier 1965 teil und belegte dort mit der Mannschaft den fünften Platz, nachdem sie im Viertelfinale im Anschluss an ein 0:0 gegen die Tschechoslowakei per Losentscheids das Halbfinale verpasst hatte. Beim Spiel um den fünften Platz war er neben Horst Köppel einer der beiden deutschen Torschützen, die einen 2:1-Erfolg gegen Ungarn bei einem Gegentreffer durch Lajos Kocsis herausschossen.
Im Jahr 1965 wechselte er zum SC Opel Rüsselsheim. Dort kam er zu 67 Regionalligaspielen, in denen er 25 Tore schoss. Im Jahre 1967 wechselte er zur SpVgg Fürth. Dort erzielte er in 50 Spielen 16 Tore. 1969 kehrte er zu Opel Rüsselsheim zurück, für die er bis 1970 noch 38 Spiele bestritt, in denen er zwölf Tore schoss. 
Seit dem 1. Juli 1970 war Kamp beim SV Werder Bremen tätig, wo er bis 1984 als Spieler aktiv war. Sein Verdienst zu Anfang seiner Zeit in Bremen betrug hierbei 1.800 DM brutto. In dieser Zeit wurde er in 400 Ligaspielen, davon 361 in Spielen in der Bundesliga und 39 Spielen in der 2. Bundesliga eingesetzt, in denen er noch 30 Tore, davon 26 in der Bundesliga erzielte. Ebenfalls wurde er fünfmal im Europapokal eingesetzt. Seit 1985 unter Otto Rehhagel, Dixie Dörner, Felix Magath, Wolfgang Sidka und Thomas Schaaf als Co-Trainer in Verantwortung.
Von 1980 bis 1995 war er Trainer der Amateure von Werder Bremen, ab 1985 zusätzlich Co-Trainer des Profiteams. Ab 1995 arbeitete er dann nur noch in dieser Funktion. Nach dem Abstieg von Werder Bremen aus der Bundesliga übernahm er auf Wunsch des Managers Rudi Assauer das Amt, welches er auch nach dem Wiederaufstieg 1981 beibehielt.
Kamp galt als der „ewige Werder-Trainer“ bei Werder Bremen. 
Einen entscheidenden Beitrag zu seinem Karriere-Ende als Trainer steuerte sicherlich die im zweiten Halbjahr 2005 durchgeführte komplizierte Hüftoperation bei, in der ihm eine künstliche Hüfte eingesetzt wurde. In der Zeit seiner Rehabilitation wurde er von Matthias Hönerbach vertreten, der dann im Januar 2006 seine Nachfolge antrat.
Karl-Heinz Kamp, der auch unter seinem Spitznamen „Kalli“ und „Schampus“ bei Werder bekannt ist, arbeitet seit Februar 2006 als Spielerbeobachter (Scout) für den Verein und ist weiterhin regelmäßiger Gast in der Spielerkabine der Profis.
„Kalli“ Kamp ist verheiratet, hat einen Sohn und gibt sein Hobby mit „Fußball“ an.

## Größte Spielererfolge
- Bundesliga-Aufstieg 1981
- Vize-Meister 1983 und 1985

## Trainererfolge
- Deutscher Amateurmeister 1985 und 1991
- Europapokalsieger der Pokalsieger 1992
- Deutscher Meister 1988, 1993 und 2004
- DFB-Pokalsieger 1991, 1994, 1999 und 2004
- DFB-Supercupsieger 1988, 1993 und 1994